# Allonotus lepidus
Allonotus lepidus är en stekelart som beskrevs av Heinrich 1938. Allonotus lepidus ingår i släktet Allonotus och familjen brokparasitsteklar. Inga underarter finns listade i Catalogue of Life.